# Список призерів чемпіонатів світу з легкої атлетики в приміщенні (чоловіки)
Цей список включає призерів чемпіонатів світу з легкої атлетики в приміщенні в чоловічих дисциплінах за всі роки їх проведення.

## Сучасна програма серед чоловіків

### 60 метрів
| Чемпіонат | Золото                           | Срібло                                                      | Бронза                             |
| --------- | -------------------------------- | ----------------------------------------------------------- | ---------------------------------- |
| 1985      | Бен Джонсон Канада               | Сем Гредді США                                              | Рональд Дерюель Бельгія            |
| 1987      | Лі Мак-Рей США                   | Марк Візерспун США                                          | П'єрфранческо Павоні Італія        |
| 1989      | Андрес Сімон Куба                | Джон Майлс-Міллс Гана                                       | П'єрфранческо Павоні Італія        |
| 1991      | Андре Кейсон США                 | Лінфорд Крісті Велика Британія                              | Чиді Імо Нігерія                   |
| 1993      | Бруні Сурін Канада               | Френкі Фредерікс Намібія                                    | Талал Мансур Катар                 |
| 1995      | Бруні Сурін Канада               | Даррен Брейтвейт Велика Британія                            | Роберт Есмі Канада                 |
| 1997      | Хараламбос Пападіас Греція       | Майкл Грін Ямайка                                           | Девідсон Езінва Нігерія            |
| 1999      | Моріс Грін США                   | Тім Гарден США                                              | Джейсон Гарденер Велика Британія   |
| 2001      | Тім Гарден США                   | Тім Монтгомері США                                          | Марк Льюїс-Френсіс Велика Британія |
| 2003      | Джастін Гетлін США               | Кім Коллінз Сент-Кіттс і Невіс                              | Джейсон Гарденер Велика Британія   |
| 2004      | Джейсон Гарденер Велика Британія | Шон Кроуфорд США                                            | Георгіос Теодорідіс Греція         |
| 2006      | Леонард Скотт США                | Андрій Єпішин Росія                                         | Терренс Треммелл США               |
| 2008      | Олусоджі Фасуба Нігерія          | Двейн Чамберс Велика БританіяКім Коллінз Сент-Кіттс і Невіс | не вручалась                       |
| 2010      | Двейн Чамберс Велика Британія    | Майкл Роджерс США                                           | Деніел Бейлі Антигуа і Барбуда     |
| 2012      | Джастін Гетлін США               | Неста Картер Ямайка                                         | Двейн Чамберс Велика Британія      |
| 2014      | Річард Кілті Велика Британія     | Марвін Брейсі США                                           | Фемі Огуноде Катар                 |
| 2016      | Трейвон Бромелл США              | Асафа Пауелл Ямайка                                         | Рамон Гіттенс Барбадос             |
| 2018      | Крістіан Коулмен США             | Су Бінтянь КНР                                              | Ронні Бейкер США                   |
| 2022      | Марселл Джейкобс Італія          | Крістіан Коулмен США                                        | Марвін Брейсі США                  |
| 2024      | Крістіан Коулмен США             | Ноа Лайлс США                                               | Акім Блейк Ямайка                  |
| 2025      | Джеремая Азу Велика Британія     | Лаклен Кеннеді Австралія                                    | Акані Сімбіне ПАР                  |

### 400 метрів
| Чемпіонат | Золото                           | Срібло                             | Бронза                                         |
| --------- | -------------------------------- | ---------------------------------- | ---------------------------------------------- |
| 1985      | Томас Шенлебе НДР                | Тодд Беннетт Велика Британія       | Марк Роу США                                   |
| 1987      | Антоніо Маккей США               | Роберто Ернандес Куба              | Майкл Франкс США                               |
| 1989      | Антоніо Маккей США               | Іен Морріс Тринідад і Тобаго       | Каєтано Корнет Іспанія                         |
| 1991      | Девон Морріс Ямайка              | Самсон Кітур Кенія                 | Каєтано Корнет Іспанія                         |
| 1993      | Батч Рейнольдс США               | Сандей Бада Нігерія                | Даррен Кларк Австралія                         |
| 1995      | Дарнелл Голл США                 | Сандей Бада Нігерія                | Михайло Вдовін Росія                           |
| 1997      | Сандей Бада Нігерія              | Джеймі Баулч Велика Британія       | Карубе Сюндзі Японія                           |
| 1999      | Джеймі Баулч Велика Британія     | Мілтон Кемпбелл США                | Алехандро Карденас Мексика                     |
| 2001      | Деніел Кейнс Велика Британія     | Мілтон Кемпбелл США                | Денні Мак-Фарлейн Ямайка                       |
| 2003      | Тайрі Вашингтон США              | Деніел Кейнс Велика Британія       | Пол Маккі ІрландіяДжеймі Баулч Велика Британія |
| 2004      | Аллейн Франсік Гренада           | Давіан Кларк Ямайка                | Гарі Кікая ДР Конго                            |
| 2006      | Аллейн Франсік Гренада           | Каліфорніа Молефе Ботсвана         | Кріс Браун Багамські Острови                   |
| 2008      | Тайлер Крістофер Канада          | Йоган Віссман Швеція               | Кріс Браун Багамські Острови                   |
| 2010      | Кріс Браун Багамські Острови     | Вільям Колласо Куба                | Джамал Торранс США                             |
| 2012      | Нері Бренес Коста-Рика           | Деметріус Піндер Багамські Острови | Кріс Браун Багамські Острови                   |
| 2014      | Павел Маслак Чехія               | Кріс Браун Багамські Острови       | Кайл Клемонс США                               |
| 2016      | Павел Маслак Чехія               | Абдалелах Гарун Катар              | Деон Лендор Тринідад і Тобаго                  |
| 2018      | Павел Маслак Чехія               | Майкл Черрі США                    | Деон Лендор Тринідад і Тобаго                  |
| 2022      | Джерім Річардс Тринідад і Тобаго | Тревор Бассітт США                 | Карл Бенгтстрем Швеція                         |
| 2024      | Александер Дом Бельгія           | Карстен Варгольм Норвегія          | Рушин Мак-Дональд Ямайка                       |
| 2025      | Крістофер Бейлі США              | Браян Фауст США                    | Джейкорі Паттерсон США                         |

### 800 метрів
| Чемпіонат | Золото                     | Срібло                     | Бронза                      |
| --------- | -------------------------- | -------------------------- | --------------------------- |
| 1985      | Коломан Трабадо Іспанія    | Бенджамін Гонсалес Іспанія | Ікем Біллі Велика Британія  |
| 1987      | Жозе Луїс Барбоса Бразилія | Володимир Граудинь СРСР    | Фаузі Лахбі Алжир           |
| 1989      | Пол Еренг Кенія            | Жозе Луїс Барбоса Бразилія | Тоніно Віалі Італія         |
| 1991      | Пол Еренг Кенія            | Томас де Тереза Іспанія    | Саймон Гугеверф Канада      |
| 1993      | Том Маккін Велика Британія | Шарль Нказам'ямпі Бурунді  | Ніко Мотчебон Німеччина     |
| 1995      | Клайв Террелонге Ямайка    | Бенсон Коеч Кенія          | Павел Соукуп Чехія          |
| 1997      | Вілсон Кіпкетер Данія      | Маджуб Гайда Марокко       | Річ Кена США                |
| 1999      | Йоган Бота ПАР             | Вілсон Кіпкетер Данія      | Ніко Мотчебон Німеччина     |
| 2001      | Юрій Борзаковський Росія   | Йоган Бота ПАР             | Андре Бухер Швейцарія       |
| 2003      | Девід Крамменакер США      | Вілсон Кіпкетер Данія      | Вілфред Бунґеї Кенія        |
| 2004      | Мбулані Мулаудзі ПАР       | Рашид Рамзі Бахрейн        | Осмар дус Сантус Бразилія   |
| 2006      | Вілфред Бунґеї Кенія       | Мбулані Мулаудзі ПАР       | Юрій Борзаковський Росія    |
| 2008      | Абубакер Какі Судан        | Мбулані Мулаудзі ПАР       | Юсуф Саад Камель Бахрейн    |
| 2010      | Абубакер Какі Судан        | Боаз Лаланг Кенія          | Адам Кщот Польща            |
| 2012      | Мохаммед Аман Ефіопія      | Якуб Голуша Чехія          | Ендрю Осагі Велика Британія |
| 2014      | Мохаммед Аман Ефіопія      | Адам Кщот Польща           | Ендрю Осагі Велика Британія |
| 2016      | Борис Беріан США           | Антуан Гакеме Бурунді      | Ерік Совінські США          |
| 2018      | Адам Кщот Польща           | Дрю Віндл США              | Сауль Ордоньєс Іспанія      |
| 2022      | Маріано Гарсія Іспанія     | Ноа Кібет Кенія            | Брайс Гоппел США            |
| 2024      | Брайс Гоппел США           | Андреас Крамер Швеція      | Еліот Крестан Бельгія       |
| 2025      | Джош Гоуї США              | Еліот Крестан Бельгія      | Хосуе Каналес Іспанія       |

### 1500 метрів
| Чемпіонат | Золото                     | Срібло                        | Бронза                      |
| --------- | -------------------------- | ----------------------------- | --------------------------- |
| 1985      | Майк Гіллардт Австралія    | Хосе Луїс Гонсалес Іспанія    | Джозеф Чесіре Кенія         |
| 1987      | Маркус О'Салліван Ірландія | Хосе Мануель Абаскаль Іспанія | Ган Кюлкер Нідерланди       |
| 1989      | Маркус О'Салліван Ірландія | Хауке Фульбрюгге НДР          | Джефф Аткінсон США          |
| 1991      | Нуреддін Морселі Алжир     | Фермін Качо Іспанія           | Маріу Сілва Португалія      |
| 1993      | Маркус О'Салліван Ірландія | Девід Стренг Велика Британія  | Бранко Зорко Хорватія       |
| 1995      | Гішам ель Герруж Марокко   | Матео Канеллас Іспанія        | Ерік Недо США               |
| 1997      | Гішам ель Герруж Марокко   | Рюдігер Штенцель Німеччина    | Вільям Тануї Кенія          |
| 1999      | Хайле Гебрселассіє Ефіопія | Лабан Ротіч Кенія             | Андрес Мануель Діас Іспанія |
| 2001      | Руй Сілва Португалія       | Реєс Естевес Іспанія          | Ноа Нгені Кенія             |
| 2003      | Дрісс Маазузі Франція      | Бернард Лагат Кенія           | Абделькадер Хачлаф Марокко  |
| 2004      | Пол Корір Кенія            | Іван Гешко Україна            | Лабан Ротіч Кенія           |
| 2006      | Іван Гешко Україна         | Данієль Кіпчирчир Комен Кенія | Елкана Ангвеньї Кенія       |
| 2008      | Дерессе Меконнен Ефіопія   | Данієль Кіпчирчир Комен Кенія | Хуан Карлос Ігеро Іспанія   |
| 2010      | Дерессе Меконнен Ефіопія   | Абдалааті Ігідер Марокко      | Гарон Кейтані Кенія         |
| 2012      | Абдалааті Ігідер Марокко   | Ільхам Озбілен Туреччина      | Меконнен Гебремедін Ефіопія |
| 2014      | Аянлех Сулейман Джибуті    | Аман Воте Ефіопія             | Абдалааті Ігідер Марокко    |
| 2016      | Меттью Сентровіц США       | Якуб Голуша Чехія             | Нік Вілліс Нова Зеландія    |
| 2018      | Самуель Тефера Ефіопія     | Марцин Левандовський Польща   | Абдалааті Ігідер Марокко    |
| 2022      | Самуель Тефера Ефіопія     | Якоб Інгебрігтсен Норвегія    | Абель Кіпсанг Кенія         |
| 2024      | Джорді Біміш Нова Зеландія | Коул Гокер США                | Гоббс Кесслер США           |
| 2025      | Якоб Інгебрігтсен Норвегія | Ніл Гурлі Велика Британія     | Люк Гаузер США              |

### 3000 метрів
| Чемпіонат | Золото                     | Срібло                     | Бронза                         |
| --------- | -------------------------- | -------------------------- | ------------------------------ |
| 1985      | Жуан Кампуш Португалія     | Дон Клері США              | Іван Увізль Чехословаччина     |
| 1987      | Френк О'Мара Ірландія      | Пол Донован Ірландія       | Террі Брам США                 |
| 1989      | Саїд Ауїта Марокко         | Хосе Луїс Гонсалес Іспанія | Дітер Бауманн ФРН              |
| 1991      | Френк О'Мара Ірландія      | Гамму Бутаєб Марокко       | Роберт Денмарк Велика Британія |
| 1993      | Дженнаро ді Наполі Італія  | Ерік Дюбюс Франція         | Енріке Моліна Іспанія          |
| 1995      | Дженнаро ді Наполі Італія  | Анаклето Гіменес Іспанія   | Брахім Джаббур Марокко         |
| 1997      | Хайле Гебрселассіє Ефіопія | Пол Біток Кенія            | Ісмаїл Сгір Ефіопія            |
| 1999      | Хайле Гебрселассіє Ефіопія | Пол Біток Кенія            | Мілліон Вольде Ефіопія         |
| 2001      | Гішам ель Герруж Марокко   | Мохаммед Мурхіт Бельгія    | Альберто Гарсія Іспанія        |
| 2003      | Хайле Гебрселассіє Ефіопія | Альберто Гарсія Іспанія    | Люк Кіпкосгей Кенія            |
| 2004      | Бернард Лагат Кенія        | Руй Сілва Португалія       | Маркос Генеті Ефіопія          |
| 2006      | Кененіса Бекеле Ефіопія    | Саїф Саїд Шахін Катар      | Еліуд Кіпчоґе Кенія            |
| 2008      | Таріку Бекеле Ефіопія      | Пол Кіпсіле Коеч Кенія     | Абрехам Черкос Ефіопія         |
| 2010      | Бернард Лагат США          | Серхіо Санчес Іспанія      | Семмі Мутахі Кенія             |
| 2012      | Бернард Лагат США          | Августін Чоге Кенія        | Едвін Сої Кенія                |
| 2014      | Калеб Ндіку Кенія          | Бернард Лагат США          | Деджен Гебремескел Ефіопія     |
| 2016      | Йоміф Кеджельча Ефіопія    | Раян Гілл США              | Августін Чоге Кенія            |
| 2018      | Йоміф Кеджельча Ефіопія    | Селемон Барега Ефіопія     | Бетвелл Бірген Кенія           |
| 2022      | Селемон Барега Ефіопія     | Ламеча Гірма Ефіопія       | Марк Скотт Велика Британія     |
| 2024      | Джош Керр Велика Британія  | Яред Нугусе США            | Селемон Барега Ефіопія         |
| 2025      | Якоб Інгебрігтсен Норвегія | Беріху Арегаві Ефіопія     | Кай Робінсон Австралія         |

### 60 метрів з бар'єрами
| Чемпіонат | Золото                        | Срібло                         | Бронза                                      |
| --------- | ----------------------------- | ------------------------------ | ------------------------------------------- |
| 1985      | Стефан Карістан Франція       | Хав'єр Морачо Іспанія          | Джон Ріджеон Велика Британія                |
| 1987      | Тоні Кемпбелл США             | Стефан Карістан Франція        | Найджел Вокер Велика Британія               |
| 1989      | Роджер Кінгдом США            | Колін Джексон Велика Британія  | Ігор Казанов СРСР                           |
| 1991      | Грег Фостер США               | Ігор Казанов СРСР              | Марк Маккой Канада                          |
| 1993      | Марк Маккой Канада            | Колін Джексон Велика Британія  | Тоні Діс США                                |
| 1995      | Аллен Джонсон США             | Кортні Гокінс США              | Тоні Джарретт Велика Британія               |
| 1997      | Аньєр Гарсія Куба             | Колін Джексон Велика Британія  | Тоні Діс США                                |
| 1999      | Колін Джексон Велика Британія | Реджі Торіан США               | Фальк Бальцер Німеччина                     |
| 2001      | Терренс Треммелл США          | Аньєр Гарсія Куба              | Шон Боунс ПАР                               |
| 2003      | Аллен Джонсон США             | Аньєр Гарсія Куба              | Лю Сян КНР                                  |
| 2004      | Аллен Джонсон США             | Лю Сян КНР                     | Моріс Вігналл Ямайка                        |
| 2006      | Терренс Треммелл США          | Дайрон Роблес Куба             | Домінік Арнольд США                         |
| 2008      | Лю Сян КНР                    | Аллен Джонсон США              | Євген Борисов РосіяСтаніславс Оліярс Латвія |
| 2010      | Дайрон Роблес Куба            | Терренс Треммелл США           | Девід Олівер США                            |
| 2012      | Ерієс Меррітт США             | Лю Сян КНР                     | Паскаль Мартіно-Лагард Франція              |
| 2014      | Омо Осаге США                 | Паскаль Мартіно-Лагард Франція | Гарфільд Дар'ян Франція                     |
| 2016      | Омар Маклеод Ямайка           | Паскаль Мартіно-Лагард Франція | Дімітрі Баску Франція                       |
| 2018      | Ендрю Поцці Велика Британія   | Джаррет Ітон США               | Орель Манга Франція                         |
| 2022      | Грант Голловей США            | Паскаль Мартіно-Лагард Франція | Джаррет Ітон США                            |
| 2024      | Грант Голловей США            | Лоренцо Сімонеллі Італія       | Жуст Квау-Матей Франція                     |
| 2025      | Грант Голловей США            | Вієм Белосян Франція           | Лю Цзюньсі КНР                              |

### 4×400 метрів
| Чемпіонат | Золото | Срібло | Бронза |
| --------- | --- | --- | --- |
| 1991      | НімеччинаРіко Лідер Єнс Карловіц Карстен Юст Томас Шенлебе                                                    | СШАРеймонд П'єрр Чарльз Дженкінс Ендрю Валмон Антоніо Маккей Кліфтон Кемпбелл (забіг) Віллі Сміт (забіг)             | Італія Марко Ваккарі Віто Петрелла Алессандро Аймар Андреа Нуті                                                               |
| 1993      | СШАДарнелл Голл Браян Ірвін Джейсон Роузер Марк Еверетт                                                       | Тринідад і ТобагоДазел Джулс Елвін Деніел Ніл де Сілва Ієн Морріс                                                    | ЯпоніяКан Масайосі Інагакі Сейдзі Сайто Йосіхіко Гіроюсі Гаякі                                                                |
| 1995      | СШАРод Толберт Келвін Девіс Тод Лонг Френкі Атвотер                                                           | ІталіяФабіо Гроссі Андреа Нуті Роберто Маццолені Ашраф Сабер                                                         | ЯпоніяКан Масайосі Інагакі Сейдзі Оно Томонарі Гіроюсі Гаякі                                                                  |
| 1997      | СШАДжейсон Роузер Марк Еверетт Шон Мей Деон Майнор                                                            | ЯмайкаЛінвал Лейрд Майкл Мак-Дональд Дінсдейл Морган Грег Хотон Гарт Робінсон (забіг)                                | ФранціяП'єр-Марі Ілер Родріг Норден Лоїк Леруж Фред Манго                                                                     |
| 1999      | СШААндре Морріс Дамеон Джонсон Деон Майнор Мілтон Кемпбелл Хадевіс Робінсон (забіг)                           | ПольщаПйотр Хачек Яцек Бочан Пйотр Рисюкевич Роберт Мачков'як                                                        | Велика БританіяАллін Кондон Соломон Варізо Адріан Патрік Джеймі Баулч Шон Болдок (забіг)                                      |
| 2001      | ПольщаПйотр Рисюкевич Пйотр Хачек Яцек Бочан Роберт Мачков'як                                                 | РосіяОлександр Ладейщиков Руслан Мащенко Борис Горбань Андрій Семенов Дмитро Форшев (забіг)                          | ЯмайкаМайкл Мак-Дональд Давіан Кларк Майкл Блеквуд Денні Мак-Фарлейн Грег Хотон (забіг)                                       |
| 2003      | ЯмайкаЛерой Когун Денні Мак-Фарлейн Майкл Блеквуд Давіан Кларк Кемел Томпсон (забіг)                          | Велика БританіяДжеймі Баулч Тімоті Бенджамін Корі Генрі Деніел Кейнс Марк Гілтон (забіг) Джаред Дікон (забіг)        | ПольщаРафал Верушевський Гжегож Заячковський Марцин Марцинішин Марек Плавго Артур Гонсевський (забіг) Пйотр Рисюкевич (забіг) |
| 2004      | ЯмайкаГрег Хотон Лерой Когун Майкл Мак-Дональд Давіан Кларк Річард Джеймс (забіг) Санджей Ейр (забіг)         | РосіяДмитро Форшев Борис Горбань Андрій Рудницький Олександр Усов                                                    | ІрландіяРоберт Дейлі Гарі Раян Девід Гіллік Девід Маккарті                                                                    |
| 2006      | СШАТайрі Вашингтон Лашон Меррітт Мілтон Кемпбелл Воллес Спірмон Джеймс Девіс (забіг) Оджей Хоганс (забіг)     | ПольщаДаніел Домбровський Марцин Марцинішин Рафал Верушевський Пйотр Клімчак Павел Птак (забіг) Пйотр Кендзя (забіг) | РосіяКостянтин Свечкар Олександр Деревягін Євген Лебедєв Дмитро Петров Андрій Полукеєв (забіг)                                |
| 2008      | СШАДжеймс Девіс Джамал Торранс Грег Ніксон Келлі Віллі Джоел Столлворт (забіг)                                | ЯмайкаМайкл Блеквуд Едіно Стіл Адріан Фіндлей Девейн Барретт Олдвін Сепплтон (забіг)                                 | Домініканська РеспублікаАрісменді Пегеро Карлос Санта Педро Мехія Йоель Тапія                                                 |
| 2010      | СШАДжамал Торранс Грег Ніксон Таваріс Тейт Бершон Джексон Леджеральд Беттерс (забіг) Керрон Клемент (забіг)   | БельгіяСедрік ван Брантегем Кевін Борле Антуан Жилле Йонатан Борле Нільс Дейрінк (забіг)                             | Велика БританіяКонрад Вільямс Найджел Лівайн Крістофер Кларк Річард Бак Люк Леннон-Форд (забіг)                               |
| 2012      | СШАФренкі Райт Келвін Сміт Мантео Мітчелл Гіл Робертс Джамал Торранс (забіг) Квентін Айглгарт-Саммерс (забіг) | Велика БританіяКонрад Вільямс Найджел Лівайн Майкл Бінем Річард Бак Люк Леннон-Форд (забіг)                          | Тринідад і ТобагоЛалонд Гордон Ренні Кво Джерім Річардс Джаррін Соломон                                                       |
| 2014      | СШАКайл Клемонс Девід Вербург Кайнд Батлер III Келвін Сміт Клейтон Перрос (забіг) Рікі Бабіно (забіг)         | Велика БританіяКонрад Вільямс Джеймі Бові Люк Леннон-Форд Найджел Лівайн Майкл Бінем (забіг)                         | ЯмайкаЕррол Нолан Аллодін Фозергілл Акім Гаунтлетт Едіно Стіл Дейн Гаятт (забіг) Джермейн Браун (забіг)                       |
| 2016      | СШАКайл Клемонс Келвін Сміт Крістофер Гістінг Вернон Норвуд Елвіонн Бейлі (забіг) Патрік Фіні (забіг)         | Багамські ОстровиМайкл Метью Алонсо Расселл Шавез Гарт Кріс Браун Ешлі Райлі (забіг)                                 | Тринідад і ТобагоДжаррін Соломон Лалонд Гордон Аде Аллейн-Форте Деон Лендор Рондел Соррільйо (забіг) Мачел Седеніо (забіг)    |
| 2018      | ПольщаКароль Залевський Рафал Омелко Лукаш Кравчук Якуб Кшевіна Патрик Адамчик (забіг)                        | СШАФред Керлі Майкл Черрі Олдріч Бейлі Вернон Норвуд Маркез Вашингтон (забіг) Пол Дедево (забіг)                     | БельгіяДілан Борле Йонатан Борле Йонатан Сакор Кевін Борле                                                                    |
| 2022      | БельгіяЖульєн Ватрен Александер Дом Йонатан Сакор Кевін Борле                                                 | ІспаніяБруно Ортелано-Роїг Іньякі Каньяль Мануель Гіхарро Бернат Ерта                                                | НідерландиТаймір Бернет Нік Смідт Терренс Агард Тоні ван Діпен Ісая Бурс (забіг) Йохем Доббер (забіг)                         |
| 2024      | БельгіяЙонатан Сакор Ділан Борле Крістіан Ігуасель Александер Дом Тібо де Смет (забіг)                        | СШАДжейкорі Паттерсон Метью Болінг Ноа Лайлс Крістофер Бейлі Пол Дедево (забіг) Тревор Бассітт (забіг)               | НідерландиЛімарвін Боневасія Ремсі Анджела Терренс Агард Тоні ван Діпен Таймір Бернет (забіг) Ісая Клейн Іккінк (забіг)       |
| 2025      | СШАЕлайджа Годвін Браян Фауст Джейкорі Паттерсон Крістофер Бейлі                                              | ЯмайкаРашин Мак-Дональд Джасона Денніс Кімар Фаркуарсон Демар Френсіс                                                | УгорщинаПатрік Шимон Еньїнгі Золтан Валь Арпад Ковач Аттіла Мольнар                                                           |

### Стрибки у висоту
| Чемпіонат | Золото                                    | Срібло                         | Бронза                                                          |
| --------- | ----------------------------------------- | ------------------------------ | --------------------------------------------------------------- |
| 1985      | Патрік Шеберг Швеція                      | Хав'єр Сотомайор Куба          | Отман Бельфаа Алжир                                             |
| 1987      | Ігор Паклін СРСР                          | Геннадій Авдєєнко СРСР         | Ян Звара Чехословаччина                                         |
| 1989      | Хав'єр Сотомайор Куба                     | Дітмар Мегенбург ФРН           | Патрік Шеберг Швеція                                            |
| 1991      | Голліс Конвей США                         | Артур Партика Польща           | Хав'єр Сотомайор КубаОлексій Ємелін СРСР                        |
| 1993      | Хав'єр Сотомайор Куба                     | Патрік Шеберг Швеція           | Стів Сміт Велика Британія                                       |
| 1995      | Хав'єр Сотомайор Куба                     | Ламброс Папакостас Греція      | Тоні Бартон США                                                 |
| 1997      | Чарльз Остін США                          | Ламброс Папакостас Греція      | Драгутін Топіч Югославія                                        |
| 1999      | Хав'єр Сотомайор Куба                     | В'ячеслав Воронін Росія        | Чарльз Остін США                                                |
| 2001      | Стефан Гольм Швеція                       | Андрій Соколовський Україна    | Стеффан Странд Швеція                                           |
| 2003      | Стефан Гольм Швеція                       | Ярослав Рибаков Росія          | Геннадій Мороз Білорусь                                         |
| 2004      | Стефан Гольм Швеція                       | Ярослав Рибаков Росія          | Штефан Васілаке РумуніяДжермейн Мейсон ЯмайкаЯрослав Баба Чехія |
| 2006      | Ярослав Рибаков Росія                     | Андрій Терьошин Росія          | Лінус Тернблад Швеція                                           |
| 2008      | Стефан Гольм Швеція                       | Ярослав Рибаков Росія          | Андра Менсон СШАКіріакос Йоанну Кіпр                            |
| 2010      | Іван Ухов Росія                           | Ярослав Рибаков Росія          | Дасті Джонас США                                                |
| 2012      | Дімітріос Хондрокукіс Греція              | Андрій Сильнов Росія           | Іван Ухов Росія                                                 |
| 2014      | Мутаз Есса Баршим Катар                   | Іван Ухов Росія                | Андрій Проценко Україна                                         |
| 2016      | Джанмарко Тамбері Італія                  | Роберт Грабарз Велика Британія | Ерік Кайнард США                                                |
| 2018      | Данило Лисенко Допущені нейтральні атлети | Мутаз Есса Баршим Катар        | Матеуш Пшибилко Німеччина                                       |
| 2022      | У Сан Хьок Південна Корея                 | Лоїк Гаш Швейцарія             | Джанмарко Тамбері ІталіяГаміш Керр Нова Зеландія                |
| 2024      | Гаміш Керр Нова Зеландія                  | Шелбі Мак-Івен США             | У Сан Хьок Південна Корея                                       |
| 2025      | У Сан Хьок Південна Корея                 | Гаміш Керр Нова Зеландія       | Реймонд Річардс Ямайка                                          |

### Стрибки з жердиною
| Чемпіонат | Золото                         | Срібло                       | Бронза                                   |
| --------- | ------------------------------ | ---------------------------- | ---------------------------------------- |
| 1985      | Сергій Бубка СРСР              | Тьєррі Віньєрон Франція      | Василь Бубка СРСР                        |
| 1987      | Сергій Бубка СРСР              | Ерл Белл США                 | Тьєррі Віньєрон Франція                  |
| 1989      | Родіон Гатауллін СРСР          | Григорій Єгоров СРСР         | Джо Даял США                             |
| 1991      | Сергій Бубка СРСР              | Віктор Риженков СРСР         | Ференц Шальберт Франція                  |
| 1993      | Родіон Гатауллін Росія         | Григорій Єгоров Казахстан    | Жан Гальфйон Франція                     |
| 1995      | Сергій Бубка Україна           | Ігор Потапович Казахстан     | Окерт Брітс ПАРАндрій Тівончик Німеччина |
| 1997      | Ігор Потапович Казахстан       | Лоуренс Джонсон США          | Максим Тарасов Росія                     |
| 1999      | Жан Гальфйон Франція           | Джефф Гартвіг США            | Данні Еккер Німеччина                    |
| 2001      | Лоуренс Джонсон США            | Гай Гарві США                | Ромен Меніль Франція                     |
| 2003      | Тім Лобінгер Німеччина         | Міхаель Штолле Німеччина     | Ренс Блом Нідерланди                     |
| 2004      | Ігор Павлов Росія              | Адам Птацек Чехія            | Денис Юрченко Україна                    |
| 2006      | Бред Вокер США                 | Алхаджі Дженг Швеція         | Тім Лобінгер Німеччина                   |
| 2008      | Євген Лук'яненко Росія         | Бред Вокер США               | Стів Гукер Австралія                     |
| 2010      | Стів Гукер Австралія           | Мальте Мор Німеччина         | Александр Штрауб Німеччина               |
| 2012      | Рено Лавіллені Франція         | Б'єрн Отто Німеччина         | Бред Вокер США                           |
| 2014      | Константінос Філіппідіс Греція | Мальте Мор Німеччина         | Ян Кудлічка Чехія                        |
| 2016      | Рено Лавіллені Франція         | Сем Кендрікс США             | Пйотр Лісек Польща                       |
| 2018      | Рено Лавіллені Франція         | Сем Кендрікс США             | Пйотр Лісек Польща                       |
| 2022      | Арман Дюплантіс Швеція         | Тьягу Брас да Сілва Бразилія | Крістофер Нільсен США                    |
| 2024      | Арман Дюплантіс Швеція         | Сем Кендрікс США             | Еммануїл Караліс Греція                  |
| 2025      | Арман Дюплантіс Швеція         | Еммануїл Караліс Греція      | Сем Кендрікс США                         |

### Стрибки в довжину
| Чемпіонат | Золото                           | Срібло                                | Бронза                                  |
| --------- | -------------------------------- | ------------------------------------- | --------------------------------------- |
| 1985      | Ян Лейтнер Чехословаччина        | Дьюла Палоці Угорщина                 | Джованні Еванджелісті Італія            |
| 1987      | Ларрі Майрікс США                | Пол Еморді Нігерія                    | Джованні Еванджелісті Італія            |
| 1989      | Ларрі Майрікс США                | Дітмар Гаф ФРН                        | Майк Конлі США                          |
| 1991      | Дітмар Гаф Німеччина             | Хайме Хефферсон Куба                  | Джованні Еванджелісті Італія            |
| 1993      | Іван Педросо Куба                | Джо Грін США                          | Хайме Хефферсон Куба                    |
| 1995      | Іван Педросо Куба                | Маттіас Суннеборн Швеція              | Ерік Волдер США                         |
| 1997      | Іван Педросо Куба                | Кирило Сосунов Росія                  | Джо Грін США                            |
| 1999      | Іван Педросо Куба                | Яго Ламела Іспанія                    | Ерік Волдер США                         |
| 2001      | Іван Педросо Куба                | Карім Стріт-Томпсон Кайманові Острови | Карлуш Каладу Португалія                |
| 2003      | Двайт Філліпс США                | Яго Ламела Іспанія                    | Мігель Пейт США                         |
| 2004      | Саванте Стрінгфеллоу США         | Джеймс Бекфорд Ямайка                 | Віталій Шкурлатов Росія                 |
| 2006      | Ігнісіус Гайса Гана              | Ірвінг Саладіно Панама                | Ендрю Гоу Італія                        |
| 2008      | Ґодфрі Хотсо Макоена ПАР         | Крістофер Томлінсон Велика Британія   | Мохаммед аль Хуваліді Саудівська Аравія |
| 2010      | Фабріс Лап'єр Австралія          | Ґодфрі Хотсо Макоена ПАР              | Мітчелл Вотт Австралія                  |
| 2012      | Мауру Вінісіус да Сілва Бразилія | Генрі Фрейн Австралія                 | Олександр Меньков Росія                 |
| 2014      | Мауру Вінісіус да Сілва Бразилія | Лі Цзиньчже КНР                       | Мішель Торнеус Швеція                   |
| 2016      | Маркіз Денді США                 | Фабріс Лап'єр Австралія               | Хуан Чанчжоу КНР                        |
| 2018      | Хуан Мігель Ечеваррія Куба       | Луво Маньонга ПАР                     | Маркіз Денді США                        |
| 2022      | Мільтіадіс Тентоглу Греція       | Тобіас Монтлер Швеція                 | Маркіз Денді США                        |
| 2024      | Мільтіадіс Тентоглу Греція       | Маттія Фурлані Італія                 | Кері Мак-Леод Ямайка                    |
| 2025      | Маттія Фурлані Італія            | Вейн Піннок Ямайка                    | Ліам Адкок Австралія                    |

### Потрійний стрибок
| Чемпіонат | Золото                           | Срібло                           | Бронза                            |
| --------- | -------------------------------- | -------------------------------- | --------------------------------- |
| 1985      | Хрісто Марков Болгарія           | Лазаро Бетанкур Куба             | Лазаро Бальсіндес Куба            |
| 1987      | Майк Конлі США                   | Олег Проценко СРСР               | Френк Разерфорд Багамські Острови |
| 1989      | Майк Конлі США                   | Хорхе Рейна Куба                 | Хуан Мігель Лопес Куба            |
| 1991      | Ігор Лапшин СРСР                 | Леонід Волошин СРСР              | Торд Генрікссон Швеція            |
| 1993      | П'єр Камара Франція              | Маріс Бружикс Латвія             | Браян Веллман Бермудські Острови  |
| 1995      | Браян Веллман Бермудські Острови | Йоельбі Кесада Куба              | Серж Елан Франція                 |
| 1997      | Йоель Гарсія Куба                | Альєсер Уррутія Куба             | Олександр Аселедченко Росія       |
| 1999      | Чарльз Фрідек Німеччина          | Ламарк Картер США                | Жольт Цинглер Угорщина            |
| 2001      | Паоло Камоссі Італія             | Джонатан Едвардс Велика Британія | Ендрю Мерфі Австралія             |
| 2003      | Християн Ульссон Швеція          | Волтер Девіс США                 | Йоельбі Кесада Куба               |
| 2004      | Християн Ульссон Швеція          | Жадел Грегоріу Бразилія          | Йоандрі Бетанзос Куба             |
| 2006      | Волтер Девіс США                 | Жадел Грегоріу Бразилія          | Йоандрі Бетанзос Куба             |
| 2008      | Філліпс Ідову Велика Британія    | Арньє Давід Хіральт Куба         | Нельсон Евора Португалія          |
| 2010      | Тедді Тамго Франція              | Йоандрі Бетанзос Куба            | Арньє Давід Хіральт Куба          |
| 2012      | Вілл Клей США                    | Крістіан Тейлор США              | Люкман Адамс Росія                |
| 2014      | Люкман Адамс Росія               | Ернесто Реве Куба                | Педро Пічардо Куба                |
| 2016      | Дун Бінь КНР                     | Макс Гесс Німеччина              | Бенжамін Компаоре Франція         |
| 2018      | Вілл Клей США                    | Алмір дус Сантус Бразилія        | Нельсон Евора Португалія          |
| 2022      | Ласаро Мартінес Куба             | Педро Пічардо Португалія         | Дональд Скотт США                 |
| 2024      | Уг Фабріс Занго Буркіна-Фасо     | Яссер Трікі Алжир                | Тьягу Перейра Португалія          |
| 2025      | Анді Діас Італія                 | Чжу Ямін КНР                     | Уг Фабріс Занго Буркіна-Фасо      |

### Штовхання ядра
| Чемпіонат | Золото                         | Срібло                    | Бронза                   |
| --------- | ------------------------------ | ------------------------- | ------------------------ |
| 1985      | Ремігіюс Махура Чехословаччина | Удо Баєр НДР              | Яніс Боярс СРСР          |
| 1987      | Ульф Тіммерманн НДР            | Вернер Гюнтер Швейцарія   | Сергій Смирнов СРСР      |
| 1989      | Ульф Тіммерманн НДР            | Ренді Барнс США           | Георг Андерсен Норвегія  |
| 1991      | Вернер Гюнтер Швейцарія        | Клаус Боденмюллер Австрія | Рон Бакс США             |
| 1993      | Майк Сталчі США                | Джім Дорінг США           | Олександр Багач Україна  |
| 1995      | Міка Галварі Фінляндія         | Сіджей Гантер США         | Драган Перич Югославія   |
| 1997      | Юрій Білоног Україна           | Олександр Багач Україна   | Джон Годіна США          |
| 1999      | Олександр Багач Україна        | Джон Годіна США           | Юрій Білоног Україна     |
| 2001      | Джон Годіна США                | Адам Нельсон США          | Мануель Мартінес Іспанія |
| 2003      | Мануель Мартінес Іспанія       | Джон Годіна США           | Юрій Білоног Україна     |
| 2004      | Крістіан Кентвелл США          | Різ Гоффа США             | Йоахім Ольсен Данія      |
| 2006      | Різ Гоффа США                  | Йоахім Ольсен Данія       | Павло Соф'їн Росія       |
| 2008      | Крістіан Кентвелл США          | Різ Гоффа США             | Томаш Маєвський Польща   |
| 2010      | Крістіан Кентвелл США          | Ральф Бартельс США        | Ділан Армстронг Канада   |
| 2012      | Раян Вайтінг США               | Давід Шторль Німеччина    | Томаш Маєвський Польща   |
| 2014      | Раян Вайтінг США               | Давід Шторль Німеччина    | Томас Волш Нова Зеландія |
| 2016      | Томас Волш Нова Зеландія       | Андрей Гаг Румунія        | Філіп Міхалевич Хорватія |
| 2018      | Томас Волш Нова Зеландія       | Давід Шторль Німеччина    | Томаш Станек Чехія       |
| 2022      | Дарлан Романі Бразилія         | Раян Кроузер США          | Томас Волш Нова Зеландія |
| 2024      | Раян Кроузер США               | Томас Волш Нова Зеландія  | Леонардо Фаббрі Італія   |
| 2025      | Томас Волш Нова Зеландія       | Роджер Стін США           | Едріан Пайпері США       |

### Семиборство
| Чемпіонат | Золото                   | Срібло                    | Бронза                        |
| --------- | ------------------------ | ------------------------- | ----------------------------- |
| 1995      | Крістіан Плазья Франція  | Томаш Дворжак Чехія       | Генрік Дагард Швеція          |
| 1997      | Роберт Змелік Чехія      | Еркі Ноол Естонія         | Йон Магнуссон Ісландія        |
| 1999      | Себастьян Хмара Польща   | Еркі Ноол Естонія         | Роман Шебрле Чехія            |
| 2001      | Роман Шебрле Чехія       | Йон Магнуссон Ісландія    | Лев Лободін Росія             |
| 2003      | Том Паппас США           | Лев Лободін Росія         | Роман Шебрле Чехія            |
| 2004      | Роман Шебрле Чехія       | Браян Клей США            | Лев Лободін Росія             |
| 2006      | Андре Ніклаус Німеччина  | Браян Клей США            | Роман Шебрле Чехія            |
| 2008      | Браян Клей США           | Андрій Кравченко Білорусь | Дмитро Карпов Казахстан       |
| 2010      | Браян Клей США           | Трей Гарді США            | Олексій Дроздов Росія         |
| 2012      | Ештон Ітон США           | Олексій Касьянов Україна  | Артем Лук'яненко Росія        |
| 2014      | Ештон Ітон США           | Андрій Кравченко Білорусь | Томас ван дер Платсен Бельгія |
| 2016      | Ештон Ітон США           | Олексій Касьянов Україна  | Матіас Брюггер Німеччина      |
| 2018      | Кевін Маєр Франція       | Даміан Ворнер Канада      | Майсел Уйбо Естонія           |
| 2022      | Даміан Ворнер Канада     | Зімон Егаммер Швейцарія   | Ешлі Молоні Австралія         |
| 2024      | Зімон Егаммер Швейцарія  | Сандер Скотхейм Норвегія  | Йоганнес Ерм Естонія          |
| 2025      | Сандер Скотхейм Норвегія | Йоганнес Ерм Естонія      | Тіль Штайнфорт Німеччина      |

## Колишні дисципліни серед чоловіків

### 200 метрів
| Чемпіонат | Золото                             | Срібло                            | Бронза                             |
| --------- | ---------------------------------- | --------------------------------- | ---------------------------------- |
| 1985      | Олександр Євгеньєв СРСР            | Аде Мафе Велика Британія          | Жуан да Сілва Бразилія             |
| 1987      | Кірк Баптіст США                   | Брюно Марі-Роз Франція            | Робсон да Сілва Бразилія           |
| 1989      | Джон Реджіс Велика Британія        | Аде Мафе Велика Британія          | Кевін Літтл США                    |
| 1991      | Ніколай Антонов Болгарія           | Лінфорд Крісті Велика Британія    | Аде Мафе Велика Британія           |
| 1993      | Джеймс Трапп США                   | Демієн Марш Австралія             | Кевін Літтл США                    |
| 1995      | Гейр Мун Норвегія                  | Трой Дуглас Бермудські Острови    | Себастьян Кейтель Чилі             |
| 1997      | Кевін Літтл США                    | Іван Гарсія Куба                  | Френсіс Обіквелу Нігерія           |
| 1999      | Френкі Фредерікс Намібія           | Обаделе Томпсон Барбадос          | Кевін Літтл США                    |
| 2001      | Шон Кроуфорд США                   | Крістіан Малкольм Велика Британія | Патрік ван Балком Нідерланди       |
| 2003      | Марлон Девоніш Велика Британія     | Жозеф Батангдон Камерун           | Домінік Демерітт Багамські Острови |
| 2004      | Домінік Демерітт Багамські Острови | Йоган Віссман Швеція              | Тобіас Унгер Німеччина             |

### Ходьба 5000 метрів
| Чемпіонат | Золото                 | Срібло                           | Бронза                |
| --------- | ---------------------- | -------------------------------- | --------------------- |
| 1985      | Жерар Лельєвр Франція  | Мауріціо Дамілано Італія         | Девід Сміт Австралія  |
| 1987      | Михайло Щенніков СРСР  | Йозеф Прибилинець Чехословаччина | Ернесто Канто Мексика |
| 1989      | Михайло Щенніков СРСР  | Роман Мразек Чехословаччина      | Франц Костюкевич СРСР |
| 1991      | Михайло Щенніков СРСР  | Джованні де Бенедіктіс Італія    | Франц Костюкевич СРСР |
| 1993      | Михайло Щенніков Росія | Роберт Коженьовський Польща      | Михайло Орлов Росія   |